# Lijst van burgemeesters van Lexmond
Dit is een lijst van burgemeesters van de voormalige Nederlandse gemeente Lexmond in de provincie Zuid-Holland tot deze op 1 januari 1986 opging in de nieuwe gemeente Zederik.
| Ambtsperiode | Naam burgemeester                        | Partij of stroming | Bijzonderheden                                                               |
| ------------ | ---------------------------------------- | ------------------ | ---------------------------------------------------------------------------- |
| 1825 - 1838  | Ento Janse Mecima (ca. 1787-1849)        |                    | In dezelfde periode tevens burgemeester van Vianen                           |
| 1838 - 1850  | Hermanus Marinus van Eck (ca. 1806-1857) |                    | In een deel van dezelfde periode tevens burgemeester van Vianen              |
| 1850 - 1860  | J.G. Roosenburg                          |                    |                                                                              |
| 1860 - 1900  | Willem Nicolaas Johannes van Slijpe      |                    | In een deel van dezelfde periode tevens burgemeester van Hei- en Boeicop     |
| 1900 - 1934  | Joost Pot                                |                    | In dezelfde periode tevens burgemeester van Hei- en Boeicop                  |
| 1934 - 1945  | Simon Hoogenboom                         | ARP                | In dezelfde periode tevens burgemeester van Vianen                           |
| 1945 - 1946  | Leendert Leonard Angelin Stok            |                    |                                                                              |
| 1946 - 1947  | Simon Hoogenboom                         | ARP                | In dezelfde periode tevens burgemeester van Vianen                           |
| 1949 - 1967  | G.B. Pellikaan                           |                    | In dezelfde periode tevens burgemeester van Vianen                           |
| 1967 - 1974  | Pleun (P.) Visser                        | CHU                | In dezelfde periode tevens burgemeester van Hei- en Boeicop en Schoonrewoerd |
| 1974 - 1986  | G. (Gijsbertus) Hokken                   | CHU / CDA          | In dezelfde periode tevens burgemeester van Hei- en Boeicop en Schoonrewoerd |